# Pentafluoruro di arsenico
Il pentafluoruro di arsenico o fluoruro di arsenico(V) è il composto chimico binario dell'arsenico pentavalente con il fluoro, avente formula molecolare AsF5. Formalmente, è una molecola ipervalente che mostra proprietà che sono per lo più intermedie tra quelle di PF5 e quelle di SbF5, cioè quelle dei pentafluoruri dell'elemento precedente e seguente nello stesso gruppo dell'azoto. Questo pentaalogenuro è notevole in quanto a temperatura ambiente è l'unico stabile per l'arsenico (vide infra).
In questo composto l'arsenico è nello stato di ossidazione +5 e questo gli conferisce importanti proprietà ossidanti, anche più spiccate di altri composti di As(V).
È anche un forte acido di Lewis, il secondo in questo tra i pentafluoruri del gruppo dell'azoto, con una forza che è poco distante da quella di SbF5. In quanto tale, cattura facilmente ioni fluoruro generando l'anione molto stabile AsF6−, che è presente in svariati esafluoroarseniati metallici; quello di litio, LiAsF6, è un importante elettrolita nella ricerca sulle batterie agli ioni di litio.
In condizioni normali AsF5 è un gas incolore di odore pungente che fuma all'aria umida, sensibile all'idrolisi, non infiammabile, circa 6 volte più pesante dell'aria, che può essere condensato (-53,2 °C) in un liquido; è irritante e fortemente tossico. Viene usato come impurezza (dopante) per rendere elettricamente conduttivi adatti polimeri.

## Proprietà e struttura molecolare
Il pentafluoruro di arsenico è un composto termodinamicamente  molto stabile: ΔHƒ° = -1.069,43 kJ/mol; tuttavia, è parecchio meno stabile di PF5 (ΔHƒ° = -1.594,41) ed anche meno stabile di SbF5 (ΔHƒ° = -1.327,95 kJ/mol).
Molto sensibile all'idrolisi, fuma copiosamente all'aria umida e in acqua si secompone istantaneamente; è solubile in benzene, in etere e in trifluoruro di bromo.
AsF5 è un composto molecolare in fase gassosa, in soluzione ed anche allo stato solido, come pure accade per il pentafluoruro di fosforo, ma è l'ultimo pentafluoruro nel gruppo ad essere monomero anche allo stato solido: quello di antimonio (SbF5) è tetramero e quello di bismuto (BiF5) è polimero.
La natura covalente e molecolare del composto, specialmente allo stato solido, non era scontata in vista della notevole differenza di elettronegatività tra F e As, pari a 1,80 sulla scala Pauling, che è un valore vicino alla soglia per avere legami ionici (Δχ > 1,8).

### Struttura in fase gassosa
Da un'indagine di diffrazione elettronica in fase gassosa (scala temporale 10−20 s) risulta che la molecola ha la forma di bipiramide trigonale con l'atomo di fosforo al centro, il quale forma cinque legami con i cinque atomi di fluoro posti ai vertici, con simmetria molecolare D3h.Questa struttura è in accordo sia con le previsioni dell'ibridazione sp3d dell'atomo centrale di arsenico, che con il modello VSEPR per una molecola del tipo AX5. 
Non essendo la bipiramide trigonale un poliedro regolare, i legami dell'arsenico centrale con i fluori e gli stessi atomi di fluoro non possono essere tutti equivalenti. I tre atomi ai vertici del triangolo di base della bipiramide sono tra loro equivalenti e sono detti equatoriali (Feq), come pure sono tra loro equivalenti i due F ai due vertici della bipiramide, che sono detti assiali (Fax), ma questi due gruppi di legami e di atomi sono tra loro differenti. Le lunghezze di legame (r) risultano le seguenti:
r(As–Fax) = 171,1 pm; r(As–Feq) = 165,6 pm.
Queste distanze sono naturalmente un po' maggiori delle analoghe in PF5 (157,7 pm e 153,4 pm), dato il maggiore raggio covalente di As rispetto a P (119 pm vs. 107 pm); inoltre, queste distanze di legame risultano comunque inferiori alla somma dei rispettivi raggi covalenti di As e F (176 pm) e, a maggior ragione, a quella dei raggi ionici (179 pm). L'accorciamento è dovuto, almeno in parte significativa, alla notevole differenza di elettronegatività che induce forte polarità nei legami.
Nel caso del fluoruro di arsenico trivalente AsF3, i tre legami As-F sono tutti uguali e hanno una lunghezza di 170,9 pm, che è maggiore (~5 pm) dei legami As-F equatoriali in AsF5 e quasi uguale a quelli assiali. Questa differenza è in accordo con le minori dimensioni di As(V) rispetto ad As(III), come si vede dalla differenza dei rispettivi raggi ionici (60 pm contro 72 pm).

### Struttura in soluzione
Nello spettro di risonanza magnetica del nuclide 19F di AsF5 in soluzione di fluoruro di solforile (SO2F2) a basse temperature, fino a -140 °C, è visibile un solo segnale largo, i due tipi di atomi F, assiali ed equatoriali, non si riescono a distinguere. È d'altra parte noto che per molecole a bipiramide trigonale come questa esiste un meccanismo di scambio, la cosiddetta pseudorotazione di Berry, che fa passare un F assiale ad uno equatoriale e viceversa, per tutti e 5 gli atomi F. Evidentemente, lo scambio di Fax/Feq è molto più rapido della scala temporale della RMN (millisecondi), dando così luogo ad un unico picco mediato. Da questa indagine si vede anche che il solvente SO2F2, che è una base di Lewis molto debole, non forma addotti con AsF5, a differenza di altre basi leggermente migliori come SO2FCl, CH3SO2F, fluoruro di tionile (SOF2) e anidride solforosa (SO2).

### Struttura nello stato cristallino
Da un'indagine cristallografica ai raggi X (scala temporale 10−18 s) condotta nel cristallo a -89 °C i due tipi di atomi F si distinguono bene; risulta che il gruppo spaziale è P63/mmc e che ci sono 2 molecole di AsF5 nella cella elementare. La struttura cristallina è del tutto analoga a quella di PF5. Le distanze di legame As–F assiali sono di 171,9 pm e sono più lunghe di quelle equatoriali, che sono di 166,8 pm. Il cristallo ha band gap di 4,60 eV.

### Chimica ionica in fase gassosa
La molecola AsF5 ha un potenziale di ionizzazione di 15,53 eV (valore verticale), un valore molto alto, quasi uguale al corrispondente valore di PF5 (15,54 eV) e vicino al potenziale normale (adiabatico) della molecola F2 (15,697 eV). Per confronto, in AsF3, dove è presente As(III) e due fluori in meno, il valore è decisamente inferiore, pari a 12,3 eV.
L'affinità elettronica di AsF5 sembra non nota ma non è irragionevole pensare che sia positiva, piccola e compresa in prima approssimazione tra quella di PF5 (0,75 ± 0,15 eV) e quella di SbF5 (1,30 ± 0,20 eV).

#### Affinità per lo ione fluoruro
Il pentafluoruro di arsenico in fase gassosa può catturare uno ione fluoruro esotermicamente, agendo da acido di Lewis, per dare lo ione esafluoroarseniato, dove As(V) è esacoordinato e ottaedrico (simmetria Oh), isoelettronico all'esafluoruro di selenio (SeF6):
AsF5 + F –   →   AsF6–
La variazione di entalpia standard cambiata di segno per reazioni come questa è nota come «affinità per lo ione fluoruro» (fluoride ion affinity, FIA) e quantifica la forza dell'acido di Lewis (Lewis acidity) nei confronti dello ione fluoruro, il quale ione in fase gassosa costituisce una importante base di riferimento.
Per AsF5 questa affinità è grande, -ΔHr° = 439 kJ/mol, superiore a quella di BF3 (346 kJ/mol) e superiore a quella di PF5 (384 kJ/mol), ma inferiore a quella diSbF5 (496 kJ/mol), mentre quella di BiF5 è stimata essere intermedia tra AsF5 e SbF5. Risulta anche di valore più che doppio rispetto alla corrispondente affinità per F – di AsF3 (202 ± 8,4kJ/mol), dove la molecola con ottetti completi deve passare a ione molecolare ipervalente per poter formare AsF4–.

## Sintesi
AsF5 fu ottenuto per la prima volta nel 1891 da Henri Moissan, facendo reagire trifluoruro di arsenico e fluoro:
AsF3 + F2   →   AsF5
Si può preparare anche per reazione diretta tra arsenico e fluoro:
2 As + 5 F2   →   2 AsF5
Una sintesi alternativa consiste nel fluorurare il trifluoruro di arsenico con pentafluoruro di antimonio in presenza di bromo:
AsF3 + 2 SbF5 + Br2   →   AsF5 + 2 SbBrF4

## Reattività
AsF5 è l'unico pentaalogenuro di arsenico che sia stabile almeno fino a temperatura ambiente; il pentacloruro AsCl5, nonostante sia PCl5 che SbCl5 siano stabili, è molto instabile ed è stato per lungo tempo creduto inesistente e solo recentemente (1976) è stato preparato, ma si decompone sopra a -50 °C.  Anche AsBr5 e AsI5 sono sconosciuti. Oltre che per l'azoto, questa instabilità del pentacloruro si ripete nel gruppo per BiCl5, che non è noto. Come già notato sopra, AsF5 è molto meno stabile termodinamicamente di PF5 e l'arsenico riesce a raggiungere la massima valenza solo legandosi con F oppure con O, come ad esempio in AsOF3, ma non con Cl, che è meno elettronegativo (anche AsOCl3 si decompone sopra a - 25 °C) e altrettanto si verifica sostanzialmente per la chimica del bismuto.
Entrambi i comportamenti vanno nella stessa direzione contraria a quanto di solito accade scendendo lungo un gruppo della tavola periodica ed entrambi sono in linea con la «riluttanza ad assumere la massima valenza» da parte degli elementi del 4° periodo che vengono dopo la prima serie di transizione, ma sono invece in linea con il concetto affine di coppia inerte che si osserva per gli elementi del 6° periodo che vengono dopo la terza serie di transizione.

### Acidità di Lewis e di Brønsted
Questo pentafluoruro è ben noto anche per le sue caratteristiche di forte acido di Lewis, alquanto più spiccate di PF5, ma un po' minori di SbF5. Questo è in linea con la sequenza in fase gassosa delle affinità per F− (SbF5 > AsF5 > PF5) vista sopra. In quanto tale, cattura avidamente uno ione fluoruro per formare lo ione complesso [AsF6]−, un anione stabile, pochissimo basico e controione pochissimo coordinante verso i cationi metallici. Si conoscono svariati sali metallici con l'anione [AsF6]−, per esempio l'esafluoroarseniato di litio, interessante come elettrolita per le batterie.

#### Reazioni con basi anioniche
AsF5 non solo è in grado di catturare uno ione F− (ottima base di Lewis) dando [AsF6]−, riesce a farlo anche con quest'ultimo anione, che è una base di Lewis di gran lunga più debole di F−; lo ione [AsF6]− così formato in primo tempo può infatti fungere da base per un'altra molecola di AsF5, dando As2F11−, anione simile all'analogo Sb2F11−, che è ancora meno basico e meno coordinante di AsF6−; nella sua struttura è presente uno ione fluoruro a ponte tra due «molecole» di AsF5: [F5As−F−AsF5]−.

#### Reazioni con basi neutre
Oltre che con basi anioniche, AsF5 forma facilmente addotti con basi di Lewis neutre, come ammine terziarie ed eteri, del tipo R3N→AsF5 e R2O→AsF5, nei quali l'atomo al quale si coordina (N o O) è ibridato sp3, ma riesce a coordinarsi anche con l'ossigeno sp2 di SO2 e SOCl2, ed anche con l'azoto sp dell'acido cianidrico dando HC≡N→AsF5.

#### Formazione di superacido in soluzione di HF
In soluzione di acido fluoridrico si ha la formazione di un mezzo superacido, formulato di solito come HAsF6, che è uno tra i più forti acidi di Brønsted (ma l'analogo HSbF6 è un po' più forte):
AsF5 + HF   ⇄   HAsF6
HAsF6 + HF   ⇄   AsF6− + H2F+
Ad esempio, per soluzioni di pentafluoruri MF5 in HF liquido a concentrazione di 0,50 mol%,  si hanno questi valori della funzione di acidità di Hammett H0: -12,02 per M = P, -19,49 M = As e -20,87 per M = Sb; a concentrazioni maggiori, in alcuni casi non realizzabili per tutti gli MF5, la sequenza vista si mantiene. Anche questa sequenza di acidità di Brønsted in soluzione rispecchia qualitativamente quella di Lewis in fase gassosa basata sull'affinità per lo ione fluoruro vista sopra.

### Altre reazioni di AsF5
Con l'acqua AsF5 reagisce idrolizzandosi violentemente, formando acido arsenico e acido fluoridrico:
AsF5 + 4 H2O   →   H3AsO4 + 5 HF
A differenza di PF5 e come altri composti di As(V), AsF5 è anche decisamente ossidante, ma anche fluorurante, non dissimile in questo da SbF5. In questo senso, ma anche più in generale, lo si usa sciolto in SO2 liquida o in AsF3; quest'ultimo è già liquido a temperatura ambiente ed è un solvente aprotico notevolmente polare, μ = 2,59 D, con discreta costante dielettrica relativa (εr = 17,5).

#### Ossidazione diretta di metalli
Diversi metalli di transizione reagiscono con una soluzione di AsF5 in AsF3 per dare MF2, con M = Cr, Mn, Fe, Co, Ni e Cu:
M(s)  +  AsF5 (in AsF3 liq.)   →   MF2 + AsF3
In SO2 liquida ossida il bismuto allo ione metallico pentaatomico [Bi5]3+:
10 Bi + 9 AsF5  (in SO2 liq)   →   2 Bi5(AsF6)3·2 SO2 + 3 AsF3

#### Altre reazioni come acido di Lewis
Come acido di Lewis è un accettore particolarmente forte di ioni fluoruro, formando l'anione esafluoroarseniato, [AsF6]−, molto stabile, con struttura ottaedrica. Ad esempio:
AsF5 + N2F4   →   [N2F3]+ [AsF6]−
AsF5 + FNO   →   [NO]+ [AsF6]−
AsF5 + SF4   →   [SF3]+ [AsF6]−
Anche con l'eptafluoruro di iodio reagisce sottraendogli un fluoruro, dando luogo così ad un «sale» composto da due ioni ottaedrici, tra loro isoelettronici di valenza:
IF7 + AsF5   →   [IF6]+ [AsF6]−

#### Altre reazioni come ossidante e acido di Lewis
AsF5 può funzionare simultaneamente come accettore di ioni fluoruro e come ossidante. Ad esempio, usando SO2 liquida come solvente:
S8 + 3 AsF5   →   [S8]++ ([AsF6] –)2  +  AsF3
5 I2 + 3 AsF5   →   2 [I5]++ ([AsF6] –)2  +  AsF3

## Sicurezza
AsF5 è un composto chimico molto pericoloso ed è tossico per inalazione, ingestione e contatto. È fortemente corrosivo per la pelle e gli occhi. Con l'acqua reagisce violentemente formando acido arsenico e acido fluoridrico, anch'essi tossici. È classificato come cancerogeno. L'ecotossicità non è nota, ma si suppone simile a quelli di altri composti arsenicali.